# Equazione di Buckley-Leverett
Nella fluidodinamica, l'equazione di Buckley-Leverett è un'equazione di conservazione utilizzata per modellare il flusso a due fasi in mezzi porosi. L'equazione di Buckley-Leverett o lo spostamento di Buckley-Leverett descrive un processo di spostamento immiscibile, come lo spostamento di olio dall'acqua, in un serbatoio monodimensionale o quasi unidimensionale. Questa equazione può essere derivata dalle equazioni di conservazione di massa del flusso bifase, sotto le ipotesi elencate di seguito.

## Equazione
In un dominio quasi singolo, l'equazione di Buckley-Leverett è data da:
{\displaystyle {\frac {\partial S_{w}}{\partial t}}+{\frac {\partial }{\partial x}}\left({\frac {Q}{\phi A}}f_{w}(S_{w})\right)=0,}
dove {\displaystyle S_{w}(x,t)}, {\displaystyle Q} è la portata totale, {\displaystyle \phi }è la porosità della roccia, {\displaystyle A} è l'area della sezione trasversale nel volume del campione e {\displaystyle f_{w}(S_{w})}è la funzione del flusso frazionale della fase di bagnatura. Tipicamente, {\displaystyle f_{w}(S_{w})} {\displaystyle S_{w}},che caratterizza la mobilità relativa delle due fasi:
{\displaystyle f_{w}(S_{w})={\frac {\lambda _{w}}{\lambda _{w}+\lambda _{n}}}={\frac {\frac {k_{rw}}{\mu _{w}}}{{\frac {k_{rw}}{\mu _{w}}}+{\frac {k_{rn}}{\mu _{n}}}}},}
dove {\displaystyle \lambda _{w}} e {\displaystyle \lambda _{n}} denotano le mobilità di fase di bagnatura e non bagnatura. {\displaystyle k_{rw}(S_{w})} e {\displaystyle k_{rn}(S_{w})} denota le funzioni di permeabilità relativa di ogni fase e {\displaystyle \mu _{w}} e {\displaystyle \mu _{n}} rappresentano le viscosità di fase.

## Ipotesi
L'equazione di Buckley-Leverett è derivata sulla base delle seguenti ipotesi:
- Flusso lineare e orizzontale
- Entrambe le fasi di bagnatura e non bagnatura sono incomprimibili
- Fasi immiscibili
- Effetti di pressione capillare trascurabili (questo implica che le pressioni delle due fasi sono uguali)
- Forze gravitazionali trascurabili

## Soluzioni generali
La velocità caratteristica dell'equazione di Buckley-Leverett è data da:
{\displaystyle U(S_{w})={\frac {Q}{\phi A}}{\frac {\mathrm {d} f_{w}}{\mathrm {d} S_{w}}}.}
La natura iperbolica dell'equazione implica che la soluzione dell'equazione di Buckley-Leverett ha la forma {\displaystyle S_{w}(x,t)=S_{w}(x-Ut)}, dove {\displaystyle U}è la velocità caratteristica data sopra. La non convessità della funzione del flusso frazionario {\displaystyle f_{w}(S_{w})}dà origine anche al noto profilo Buckley-Leverett, che consiste in un'onda d'urto immediatamente seguita da un'onda di rarefazione.